# Francis Leenhardt
Francis Leenhardt (* 24. April 1908 in Marseille; † 2. November 1983 ebenda) war ein französischer Politiker und Widerstandskämpfer. Von 1945 bis 1962 und von 1973 bis 1978 war er Mitglied der Nationalversammlung.
Francis Leenhardt entstammte einer wohlhabenden protestantischen Familie. Er studierte in seiner Heimatstadt Literaturwissenschaften und in Montpellier Rechtswissenschaften. In einer Militärschule wurde er danach zum Leutnant ausgebildet. 1940 wurde er vom Vichy-Regime in den Militärdienst berufen. Nachdem er eine stark ablehnende Haltung gegenüber dem Regime entwickelt hatte, ging Leenhardt 1942 in den Untergrund und kämpfte für die Résistance. Dabei verwendete er den Decknamen Lionel. Für seine Verdienste im Widerstand wurde er mit dem Croix de guerre und der Médaille de la Résistance ausgezeichnet und war außerdem Mitglied der Ehrenlegion. 1945 war er Mitbegründer der Mitte-links-Partei UDSR. In einer gemeinsamen Liste mit Parti radical und SFIO gelang ihm 1945 der Einzug in die Nationalversammlung. 1946, 1951 und 1956 gelang ihm die Wiederwahl, jeweils über die Liste der SFIO von Gaston Defferre. In der ersten Nationalversammlung der Fünften Republik konnte er erneut ein Mandat erringen. Weil er sich weigerte, mit den Kommunisten zusammenzuarbeiten, wurde er bei den Wahlen in den Jahren 1962 und 1967 von einem kommunistischen Kandidaten geschlagen. Von 1973 bis 1978 vertrat er einen Wahlkreis des Départements Vaucluse in der Nationalversammlung. Danach zog er sich aus gesundheitlichen Gründen zurück. Leenhardt starb am 2. November 1983 in Marseille.